# Loznica (Mačva)
Pour les articles homonymes, voir Loznica.
Loznica prononcé en français : /lɔznitsa/ (en serbe cyrillique : Лозница) est une ville de Serbie située dans le district de Mačva. Au recensement de 2011, la ville intra muros comptait 18 714 habitants et le territoire dont elle est le centre, appelé ville de Loznica (Град Лозница et Grad Loznica), 78 788.

## Géographie
La ville de Loznica est située à l'ouest de la Serbie, sur la rive droite de la Drina, à la frontière entre la Bosnie-Herzégovine et la Serbie. Elle se trouve à mi-chemin entre Tuzla (en Bosnie-Herzégovine) et Valjevo, le chef-lieu du district de Kolubara. Les villes les plus importantes situées à proximité de Loznica sont Šabac, le chef-lieu du district de Mačva, qui se trouve à 53 km, et Valjevo qui se trouve à 75 km. Loznica se trouve par ailleurs à 136 km de Novi Sad et 139 km de Belgrade. 
Le territoire de la Ville de Loznica est géographiquement situé dans la région géographique du Bas Podrinje et dans la sous-région du Jadar. Il s'étend sur 612 km2, ce qui représente 0,5 % de celui de la république de Serbie. 

## Relief et géologie
La région de Loznica se compose de trois grands ensembles : les monts Cer (687 m) et Iverak (426 m) au nord, les plaines du Jadar et de la Lešnica au centre et les monts Gučevo (779 m) et Boranja (856 m) au sud,. La région de Loznica se trouve ainsi aux confins nord-est des Alpes dinariques et dans une zone de transition entre ces montagnes et la plaine de Pannonie. La partie occidentale de la Ville de Loznica appartient à la plaine alluviale de la Drina, dont le Jadar et la Lešnica sont deux affluents droits ; cette vallée, qui, dans le secteur de Loznica, couvre 34,67 km2, s'étend de Gornja Koviljača à Lešnica, sur une largeur qui va croissant du nord au sud et comprise entre 500 m et 7 km. Le mont Gučevo, situé sur le territoire de la Ville, s'étend de la Drina jusqu'au col de Beli (692 m) qui lui sert de limite avec les monts Boranja ; il fait partie du groupe de montagnes de Podrinje-Valjevo et s'allonge sur une quinzaine de kilomètres, avec une largeur comprise entre 8 et 10 km. Il est composé de roches qui datent du Paléozoïque et du Mésozoïque : calcaire du Trias, dolomite, roches argileuses, grès, grès crayeux etc.

## Hydrologie
La Drina, qui longe la partie occidentale de la Ville de Loznica, est la rivière majeure du secteur. Dans le secteur de la Ville, elle coule du nord au sud de Gornja Koviljača jusqu'à l'île de Kocica. Dans cette partie de son cours, elle reçoit sur sa droite le Jadar qui donne son nom à la région qu'il traverse. Dans la région de Loznica, le bassin versant du Jadar couvre une superficie de 274,8 km2, soit 30,7 % de la surface totale de son bassin. Dans le secteur de Loznica, le Jadar reçoit les eaux de plusieurs affluents, Brezovica, la Rakovica, la Stupnica et la Korenita. La ville de Loznica proprement dite, située à environ 3 km de la Drina, est traversée par la rivière Stira.
De nombreuses sources jaillissent dans le secteur, dont certaines sont exploitées pour le thermalisme, notamment à Banja Koviljača et Banja Badanja.

## Climat
La station météorologique de Loznica, située à 121 m d'altitude, enregistre des données depuis 1901 (coordonnées 44° 33′ N, 19° 14′ E). Loznica jouit d'un climat continental modéré.
La température maximale jamais enregistrée à la station a été de 42,3 °C le 24 juillet 2007 et la température la plus basse a été de −25,4 °C le 24 janvier 1963. Le record de précipitations enregistré en une journée a été de 100,7 mm le 20 juin 1956. La couverture neigeuse la plus importante a été de 69 cm les 13 et 14 février 1984.
Pour la période de 1961 à 1990, les moyennes de température et de précipitations s'établissaient de la manière suivante :
| Mois                                       | Janv | Fév  | Mars | Avr  | Mai  | Juin | Juil | Août | Sept | Oct  | Nov  | Déc  | Année |
| ------------------------------------------ | ---- | ---- | ---- | ---- | ---- | ---- | ---- | ---- | ---- | ---- | ---- | ---- | ----- |
| Températures maximales moyennes (°C)       | 3,8  | 6,9  | 12,1 | 17,5 | 22,4 | 25,3 | 27,4 | 27,4 | 23,9 | 18,3 | 11,3 | 5,6  | 16,8  |
| Températures moyennes (°C)                 | -0,2 | 2,3  | 6,5  | 11,4 | 16,1 | 19,2 | 20,7 | 20,1 | 16,5 | 11,3 | 6,2  | 1,8  | 11,0  |
| Températures minimales moyennes (°C)       | -3,5 | -1,4 | 1,8  | 6,0  | 10,4 | 13,6 | 14,8 | 14,3 | 11,2 | 6,6  | 2,5  | -1,4 | 6,2   |
| Moyennes mensuelles de précipitations (mm) | 51,0 | 49,2 | 57,7 | 70,0 | 82,7 | 99,5 | 84,4 | 76,3 | 61,9 | 53,7 | 70,3 | 63,6 | 820,3 |

## Histoire
Le territoire de la Ville de Loznica est habité depuis la Préhistoire, ainsi que l'atteste la découverte de sites caractéristiques de la culture de Starčevo (4 500-3 000 avant Jésus-Christ). La région du Jadar fut ensuite habitée par les Illyriens, qui lui donnèrent son nom. Sous l'Empire romain, elle fit partie de la province de Dalmatie et l'actuelle ville de Loznica a sans doute été construite sur les vestiges d'une localité romaine appelée Ad Drinum ou Genzis. Selon la tradition, le nom actuel de Loznica viendrait du mot slave loza, la « vigne », en référence aux vignes qui furent plantées dans la région au IIIe siècle, sous le règne de l'empereur Probus.
La première mention de Loznica remonte à la Charte octroyée par le roi Stefan Milutin, au moment où la veuve de son frère Dragutin, Katarina Nemanjić, fonda le monastère de Tronoša, en 1317. Pendant la fin du Moyen Âge, la ville n'est plus mentionnée. Selon un recensement ottoman effectué en 1533, Loznica comptait 37 foyers, dont 26 étaient habités par des musulmans et 11 par des chrétiens. En 1600, Loznica comptait 55 foyers, tous musulmans. À cette époque, la ville comme la région du Jadar faisait partie du sandjak de Zvornik, une subdivision du pachalik de Bosnie. Au moment du premier soulèvement serbe contre les Turcs (1804-1813), la région fut le théâtre de nombreuses batailles entre les insurgés et les forces ottomanes. Les Turcs furent repoussés au-delà de la Drina mais ils reprirent la ville en 1813. Loznica et le Jadar furent rattachés à la principauté de Serbie en novembre 1833, par le traité signé entre le sultan Mahmoud II et le prince Miloš Obrenović. En 1834, la propriété ottomane des terres fut abolie, ce qui mit fin au système féodal jusque- là en vigueur.
Loznica fut rattachée à la région de Podrinje, dont elle devint le centre administratif ; elle le resta jusqu'à la fin du XIXe siècle, quand elle fut supplantée dans ce rôle par la ville de Šabac. Dans les années 1830, Loznica comptait 295 foyers et 1 203 habitants. La ville s'occidentalisa et se développa ; un premier hôpital y fut ouvert en 1882 et la ligne ferroviaire Šabac-Loznica-Banja Koviljača fut mise en service au début du XXe siècle.
Après la Première Guerre mondiale, les mines d'antimoine de la région contribuèrent au développement de la ville mais son essor industriel le plus important eut lieu dans les années 1950, avec la construction de l'usine Viskoza, spécialisée dans la production de la viscose. Un plan d'urbanisme moderne fut adopté en 1964,.
En 2006, a été découvert dans la région un minerai nommé jadarite d'après la rivière du Jadar.
La jadarite est un minéral de la famille des silicates. La jadarite a une ressemblance chimique avec la Kryptonite telle qu'on la décrit dans le film et la série télévisée Superman.

## Localités de la municipalité de Loznica

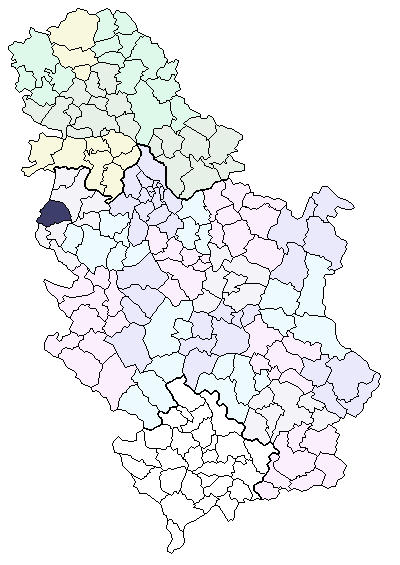
Localisation de la municipalité de Loznica en Serbie

La Ville de Loznica compte 54 localités :
| - Banja Koviljača - Baščeluci - Bradić - Brezjak - Brnjac - Veliko Selo - Voćnjak - Gornja Badanja - Gornja Borina - Gornja Koviljača - Gornja Sipulja | - Gornje Nedeljice - Gornji Dobrić - Grnčara - Donja Badanja - Donja Sipulja - Donje Nedeljice - Donji Dobrić - Draginac - Zajača - Jadarska Lešnica - Jarebice | - Jelav - Joševa - Jugovići - Kamenica - Klupci - Kozjak - Loznica - Krajišnici - Lešnica - Lipnica - Lipnički Šor | - Loznica - Lozničko Polje - Milina - Novo Selo - Paskovac - Ploča - Pomijača - Ribarice - Runjani - Simino Brdo - Slatina | - Straža - Stupnica - Tekeriš - Trbosilje - Trbušnica - Tršić - Filipovići - Cikote - Čokešina - Šurice |

En application de la loi sur l'organisation territoriale de la Répbulique de Serbie, votée le 28 décembre 2007, Loznica a obtenu le statut officiel de « ville » ou « cité »  (en serbe, au singulier : Град et Grad ; au pluriel : Градови et Gradovi). Banja Koviljača est officiellement classée parmi les « localités urbaines » (en serbe : градско насеље et gradsko naselje). Toutes les autres localités de la municipalité sont considérées comme des « villages » (село/selo).

## Démographie

### Loznicaintra muros

#### Évolution historique de la population
| 1948  | 1953  | 1961   | 1971   | 1981   | 1991   | 2002   | 2011   |
| ----- | ----- | ------ | ------ | ------ | ------ | ------ | ------ |
| 3 226 | 5 031 | 10 411 | 13 871 | 17 790 | 18 845 | 19 863 | 18 714 |

## Politique

### Élections locales de 2004
À la suite des élections locales de 2004, les sièges à l'Assemblée municipale se répartissaient de la manière suivante :
| Parti                            | Sièges |
| -------------------------------- | ------ |
| Parti démocratique               | 11     |
| G17 Plus                         | 7      |
| Parti radical serbe              | 7      |
| Parti socialiste de Serbie       | 7      |
| Parti démocratique de Serbie     | 5      |
| Mouvement Force de la Serbie     | 4      |
| Nouvelle Serbie                  | 3      |
| Liste « Sva zoranova deca »      | 3      |
| Liste « Dejan Obadović »         | 2      |
| Liste « Udruženje preduzetnika » | 2      |

### Élections locales de 2008
À la suite des élections locales serbes de 2008, les 51 sièges de l'assemblée municipale de Loznica se répartissaient de la manière suivante :
| Parti                                                           | Sièges |
| --------------------------------------------------------------- | ------ |
| Pour une Loznica européenne - G17 Plus                          | 12     |
| Parti radical serbe                                             | 12     |
| Pour une Serbie européenne                                      | 9      |
| Parti socialiste de Serbie - Parti des retraités unis de Serbie | 5      |
| Nouvelle Serbie                                                 | 5      |
| Parti démocratique de Serbie                                    | 4      |
| Liste « Mouvement économique et agricole pour Loznica »         | 4      |

Vidoje Petrović, membre du parti G17 Plus et président de la municipalité de Loznica (Predsednik opštine Loznica) de 2004 à 2008, a été élu maire (gradonačelnik) de la Ville de Loznica, l'entité administrative qui a remplacé l'ancienne municipalité.

## Tourisme

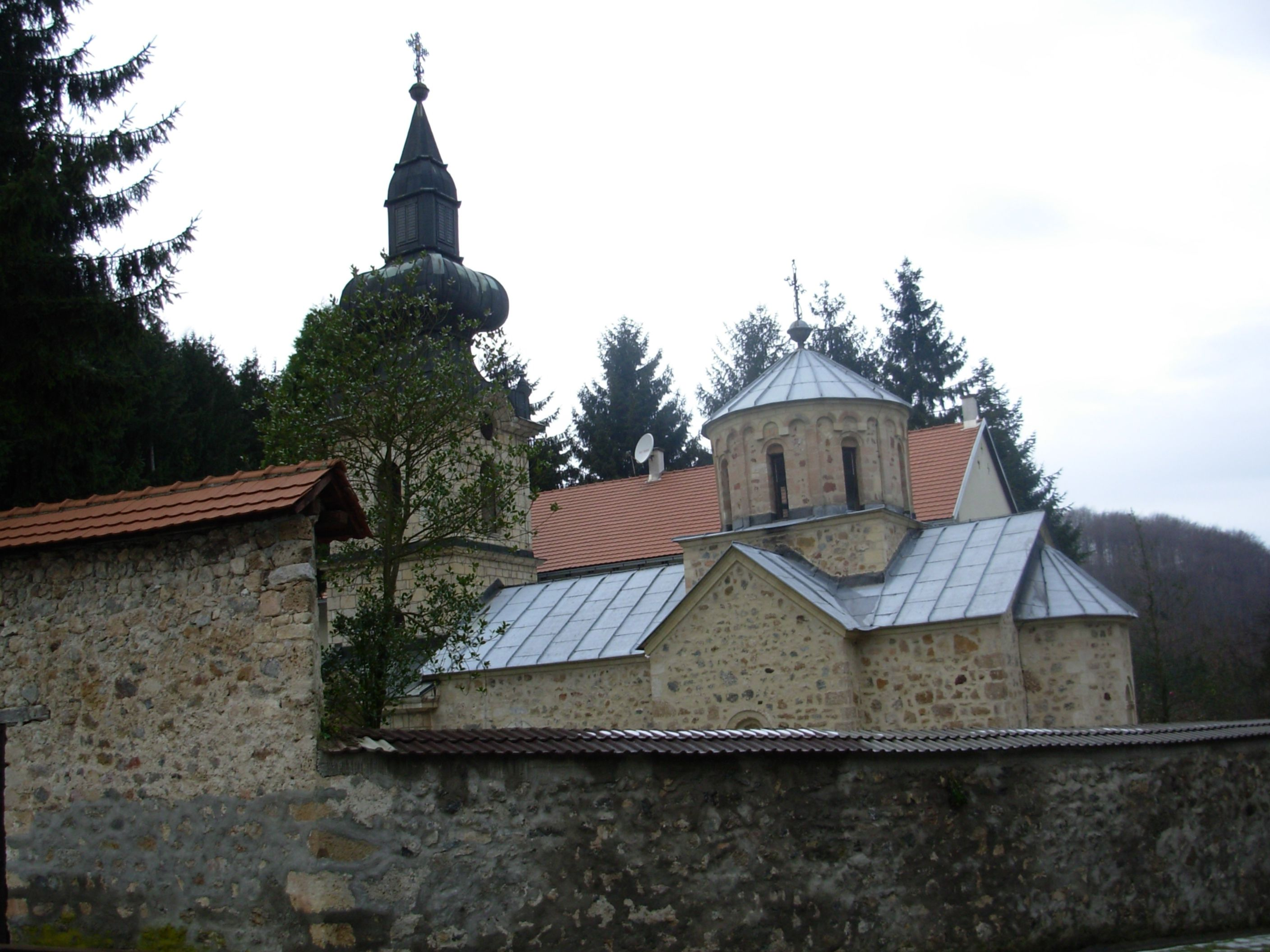
Le monastère de Tronoša

À proximité de Loznica se trouvent les stations thermales de Banja Badanja et de Banja Koviljača, dont les eaux étaient déjà connues au temps des Romains. Le monastère orthodoxe serbe de Tronoša est également situé à proximité. Ce monastère, comme la ville de Tršić, conservent le souvenir de Vuk Stefanović Karadžić (1787-1864), le célèbre réformateur de la langue littéraire serbe, inventeur de l'alphabet cyrillique serbe qui est encore en usage aujourd'hui. Karadžić est l'auteur de la fameuse formule « Écris comme tu parles » (Пиши како говориш), qui anima sa réforme de la langue littéraire. Il vint à l’école du monastère de Tronoša à partir de 1797 ; ce monastère abrite un petit musée qui lui est consacré.

## Économie
L'économie de la région de Loznica tourne autour de l'agriculture, du commerce, des industries de construction et de l'agroalimentaire et du tourisme. Le secteur primaire emploie 22,54 % de la population active, le secteur secondaire  34,26 %, le reste des actifs travaillant dans le secteur tertiaire. 
En 2006, les terres potentiellement arables et les vergers occupent 80 % du territoire de la Ville, la culture du blé ou du maïs occupant à elle seule 47 % de l'ensemble. On y produit des prunes, des pommes et, dans une moindre mesure, du raisin ; on y élève des bovins, des porcs et de la volaille. En 2005, les forêts couvraient 16 722 hectares, soit plus de 27 % du territoire de la Ville. 
La zone industrielle de Šepak, située à 1,5 km du centre-ville de Loznica, à la frontière entre la Bosnie-Herzégovine et la Serbie, est la plus importante du secteur ; elle accueille des entreprises travaillant dans le domaine de l'industrie textile, de l'industrie du bois, de l'industrie papetière, ainsi que dans la métallurgie, l'industrie pharmaceutique etc.
Sur le territoire de la Ville, le salaire brut moyen, qui s'élevait à 2 227 RSD en 2000, atteignait 26 993 RSD en 2007 (environ 290 EUR), contre une moyenne de 38 781 RSD (environ 418 EUR pour l'ensemble de la Serbie.

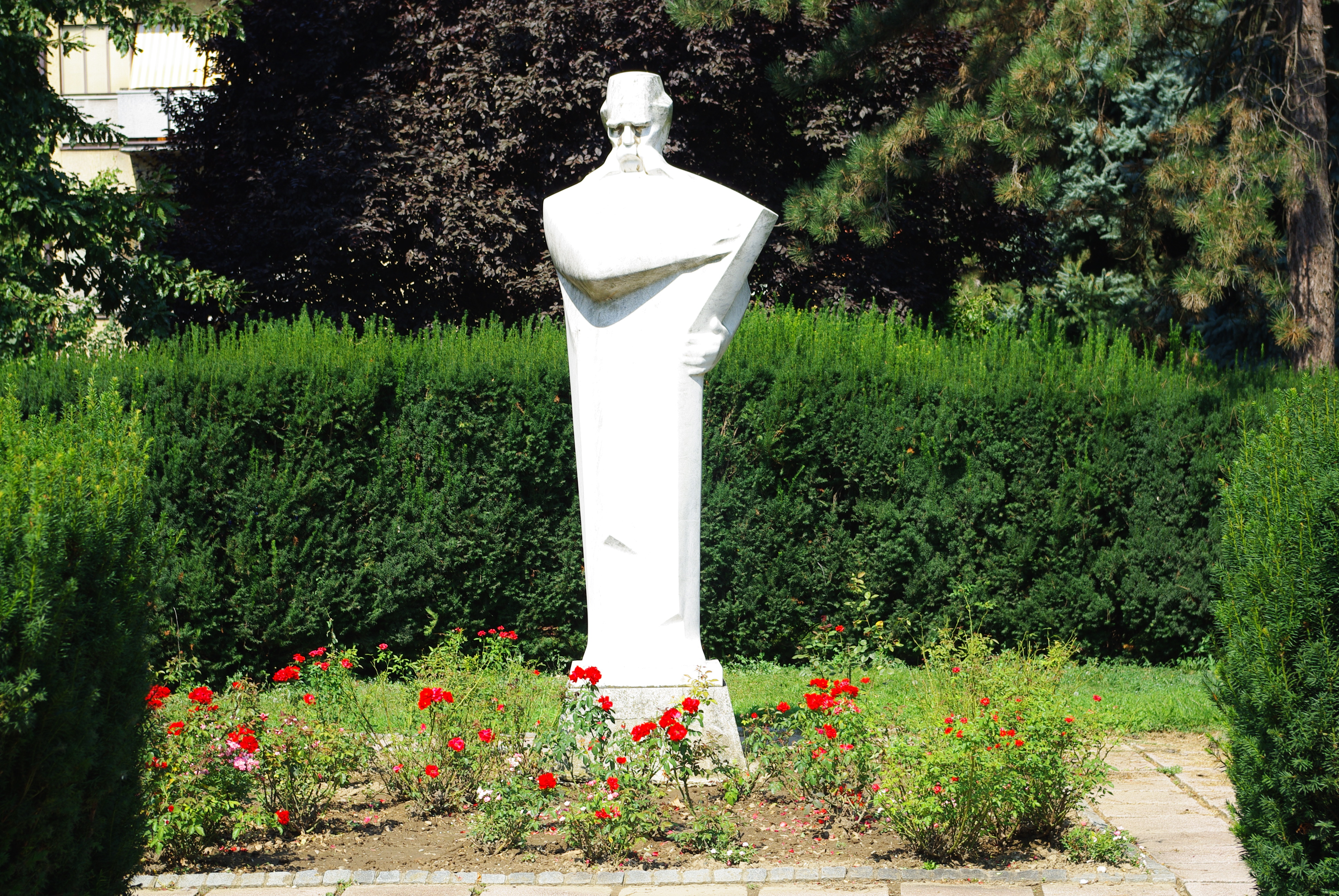
Statue du Vuk Stefanović Karadžić
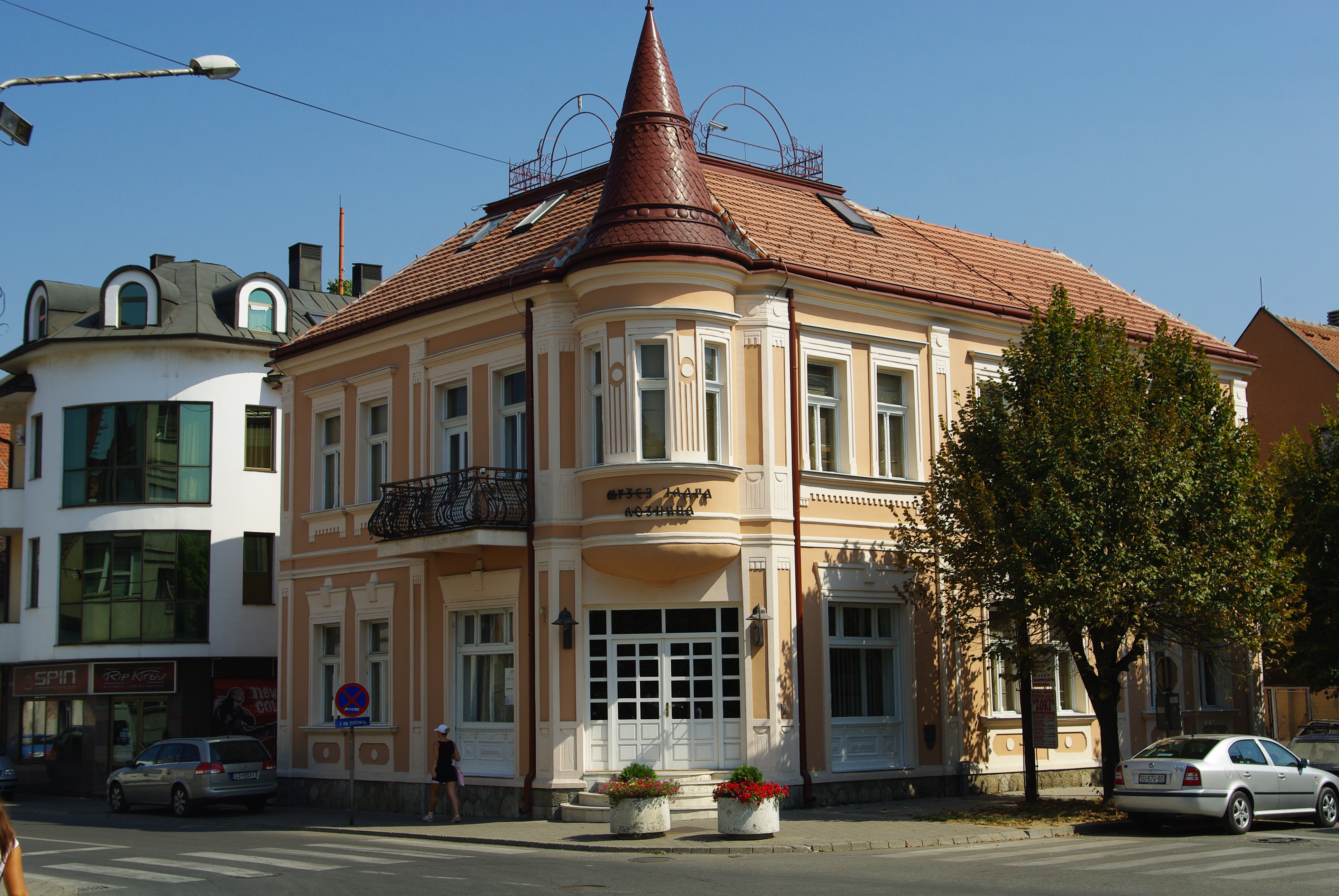
Musée de la ville
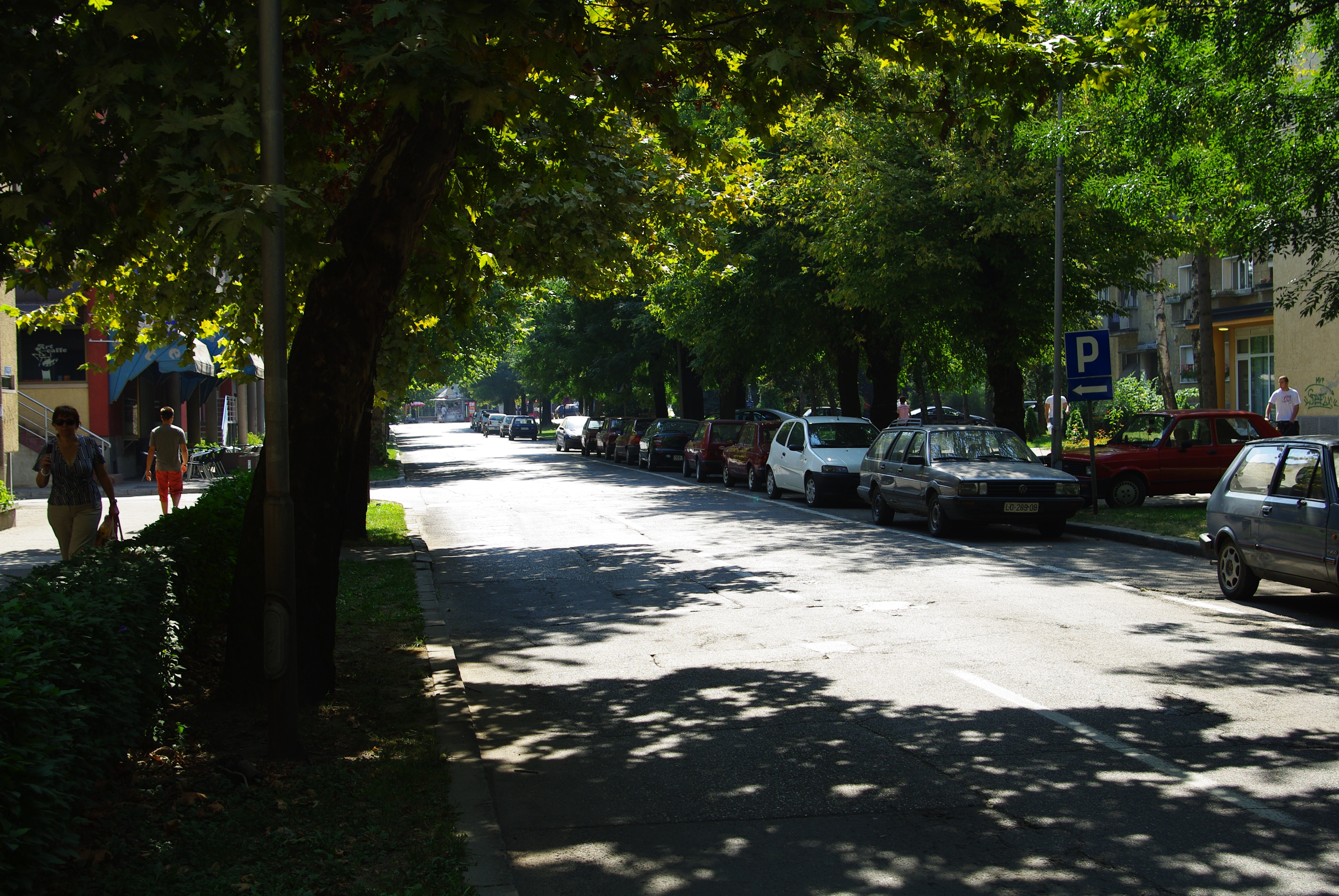
Rue Svetog Save
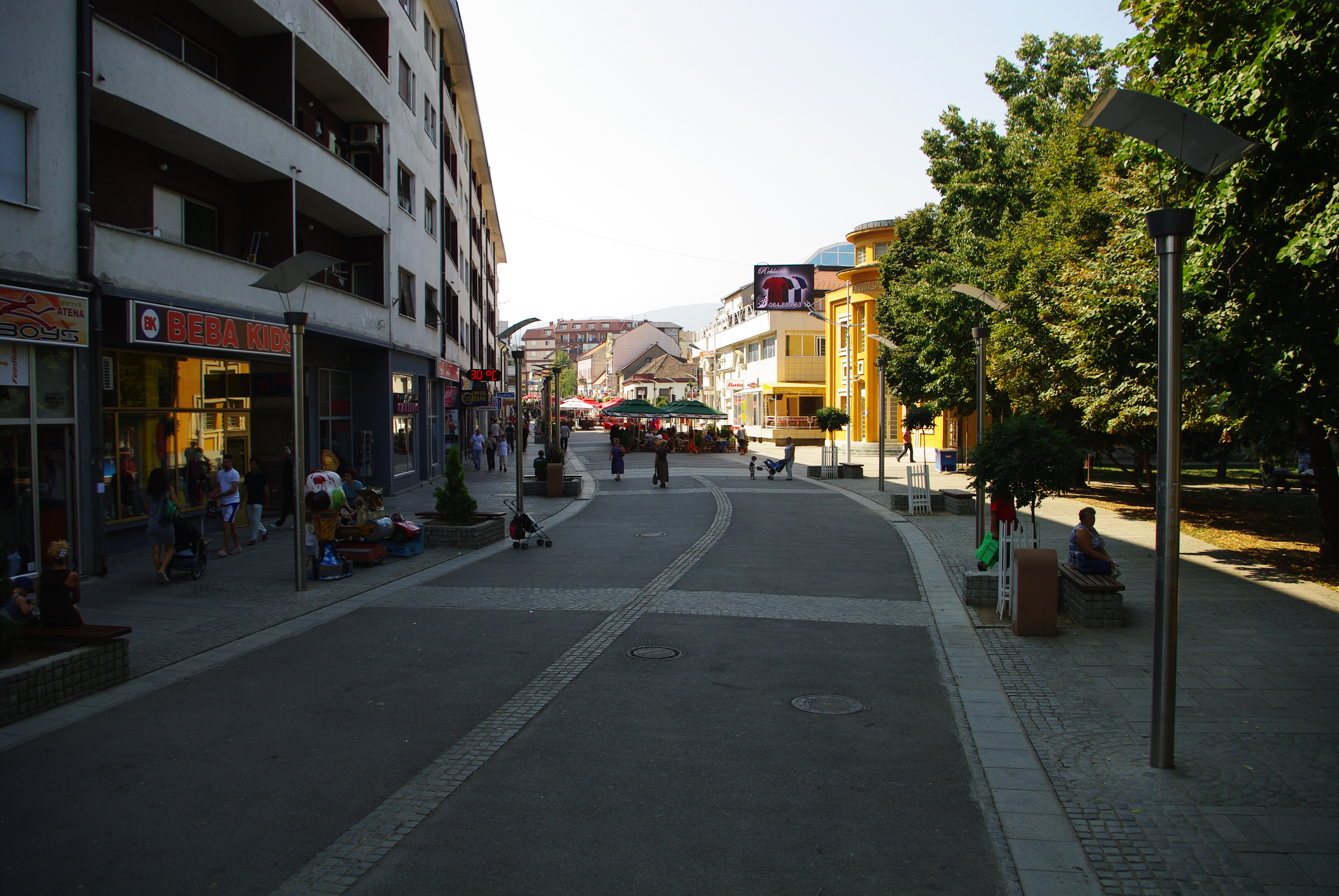
Corso à Loznica
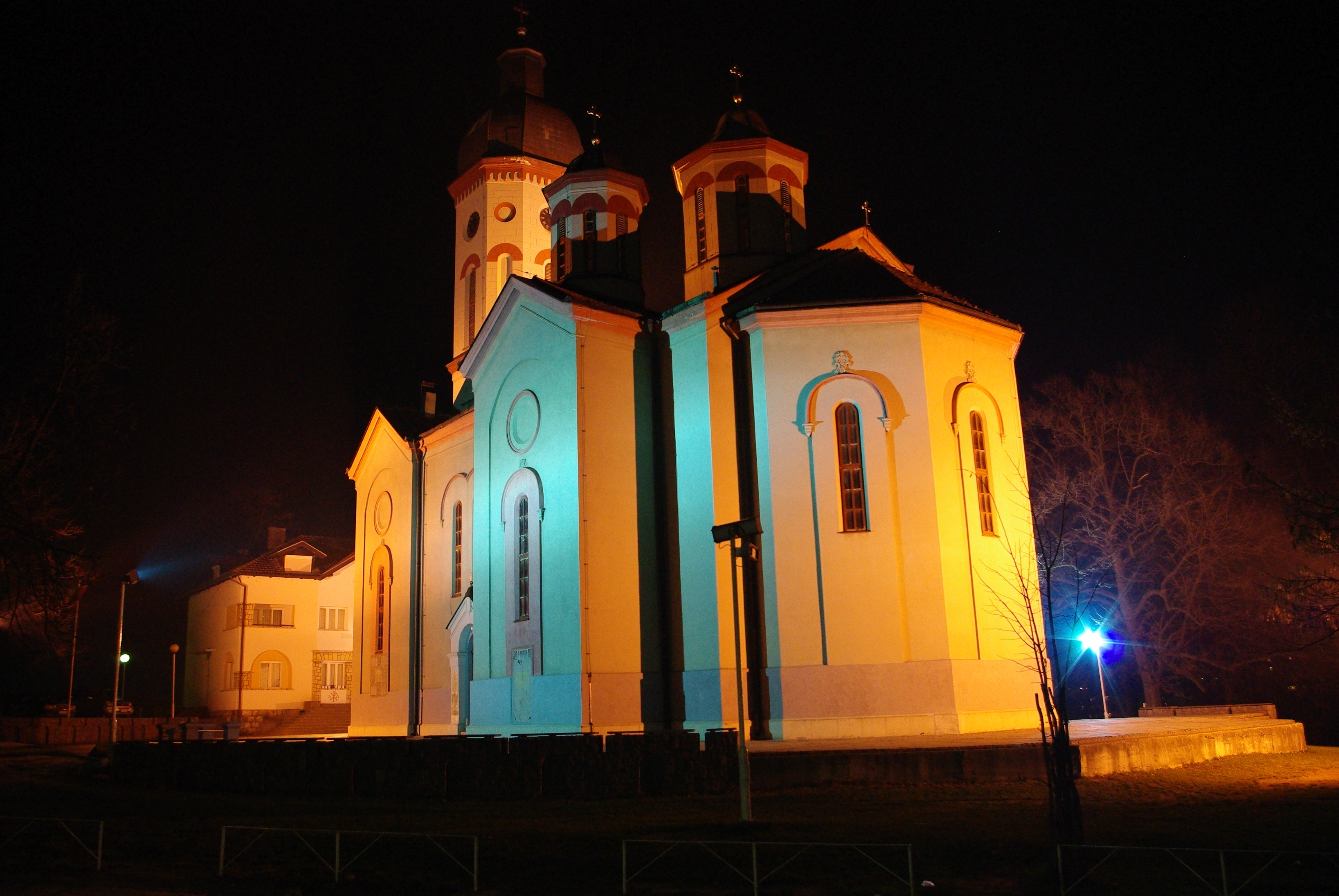
Église dans Loznica
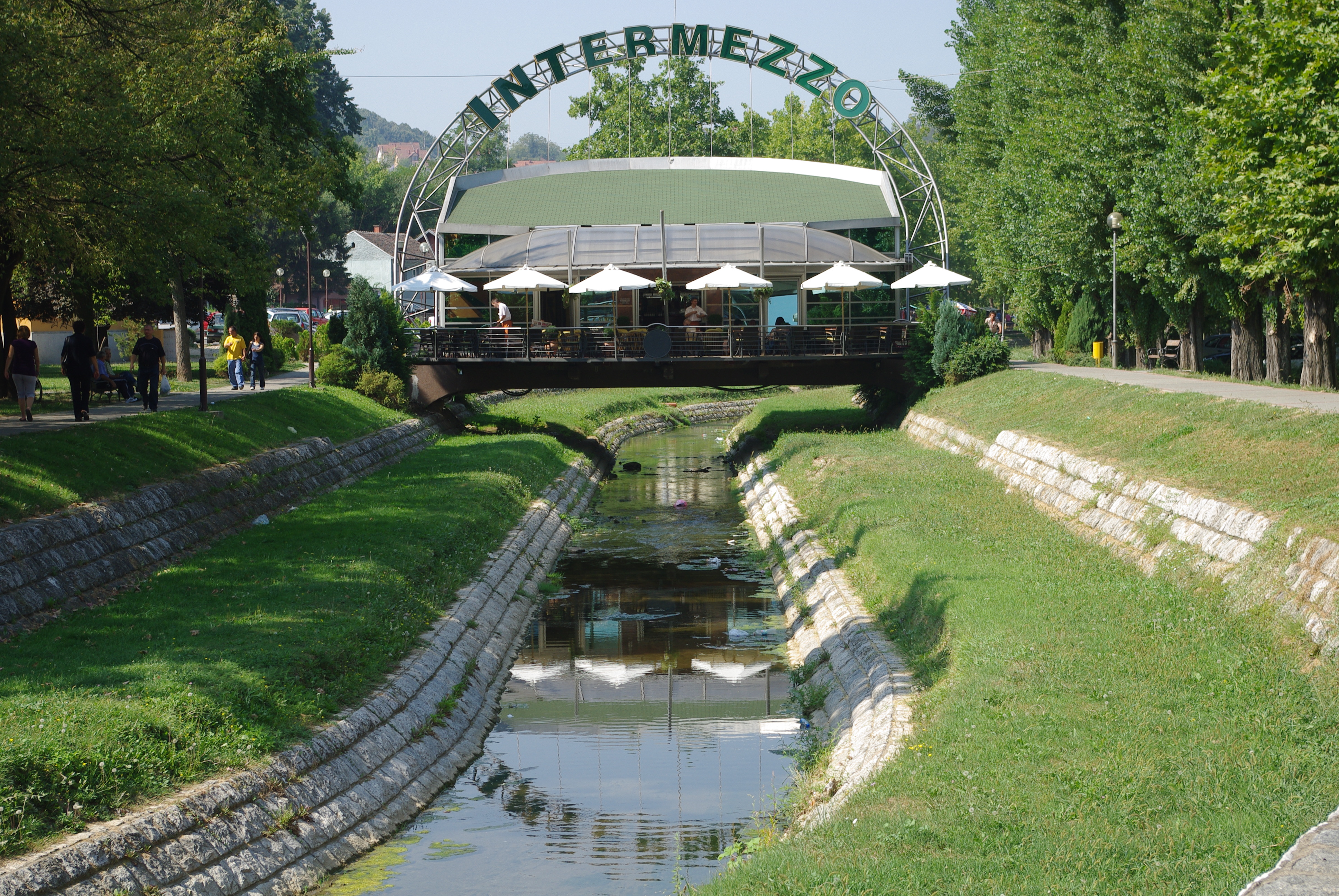
Stira
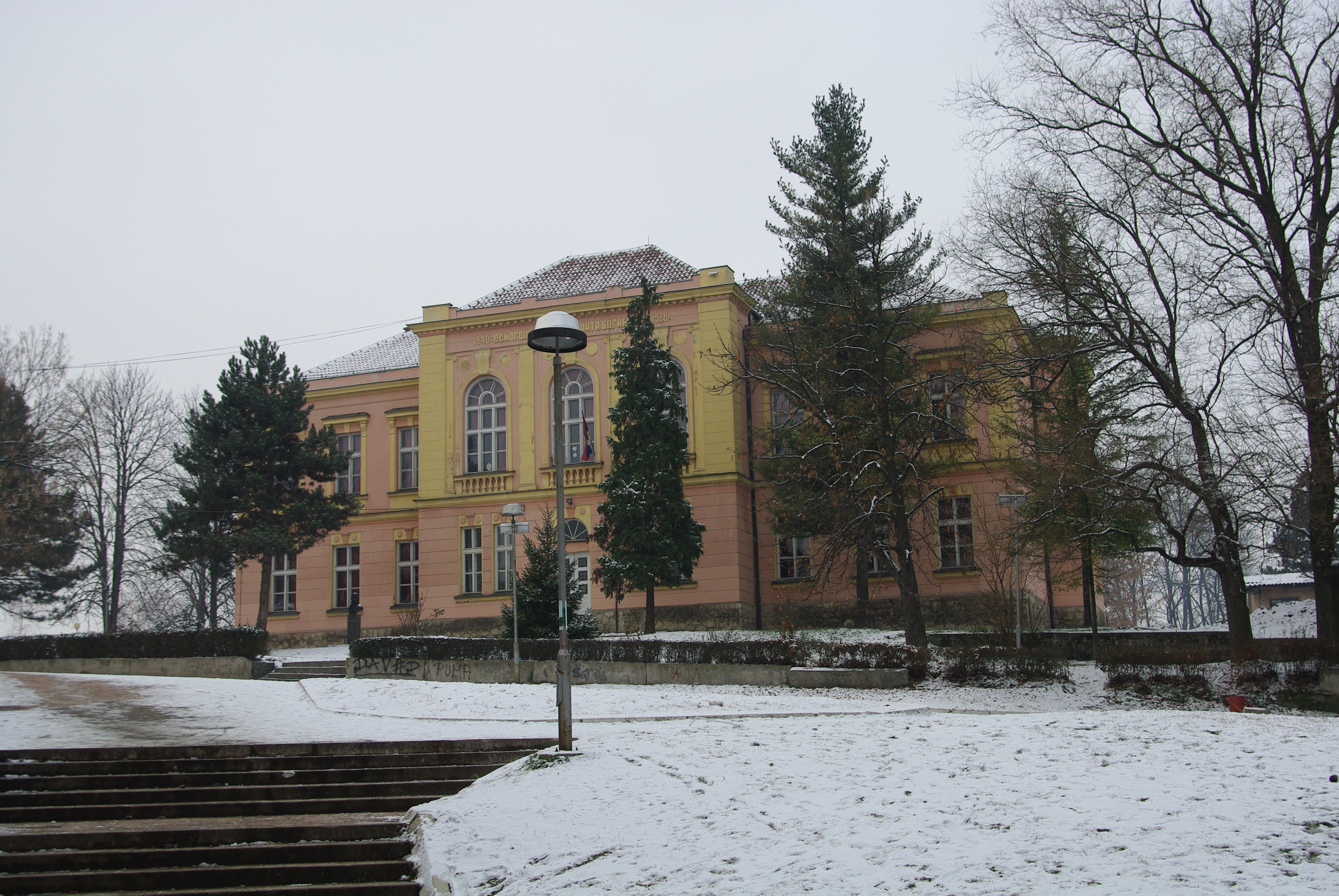
École élémentaire Anta Bogicevic
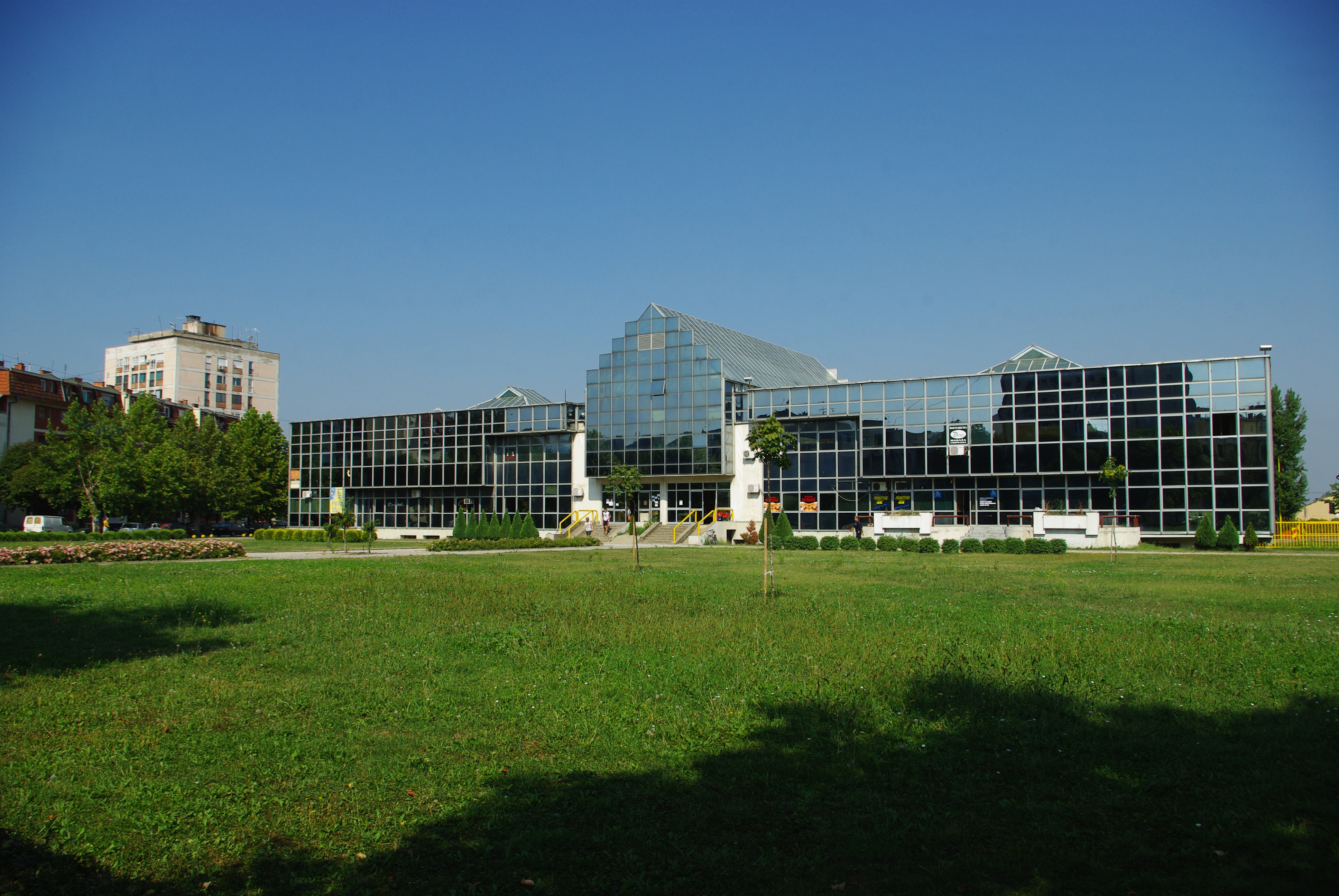
La gare routière principale de Loznica
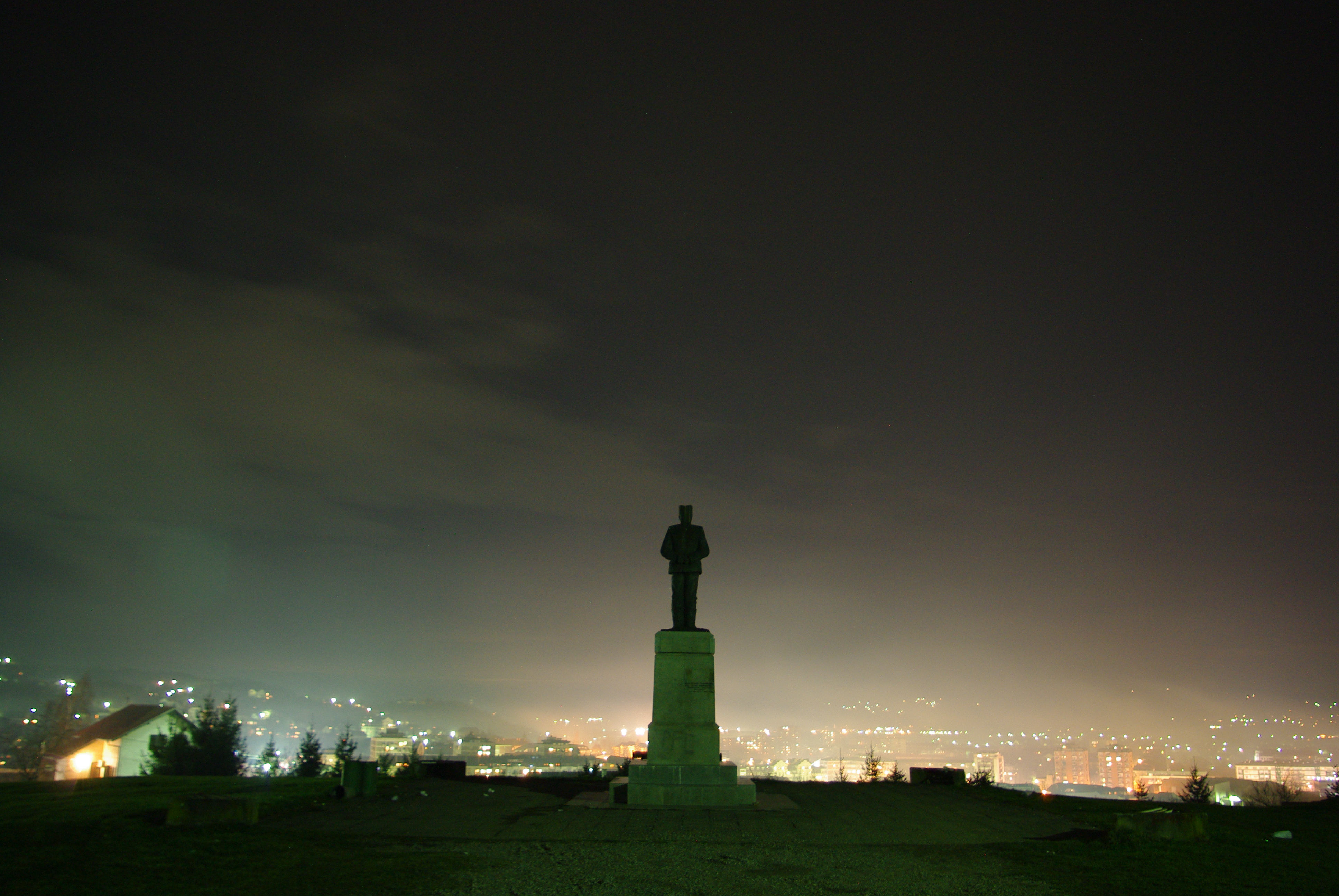
Statue du voïvode Stepa Stepanović
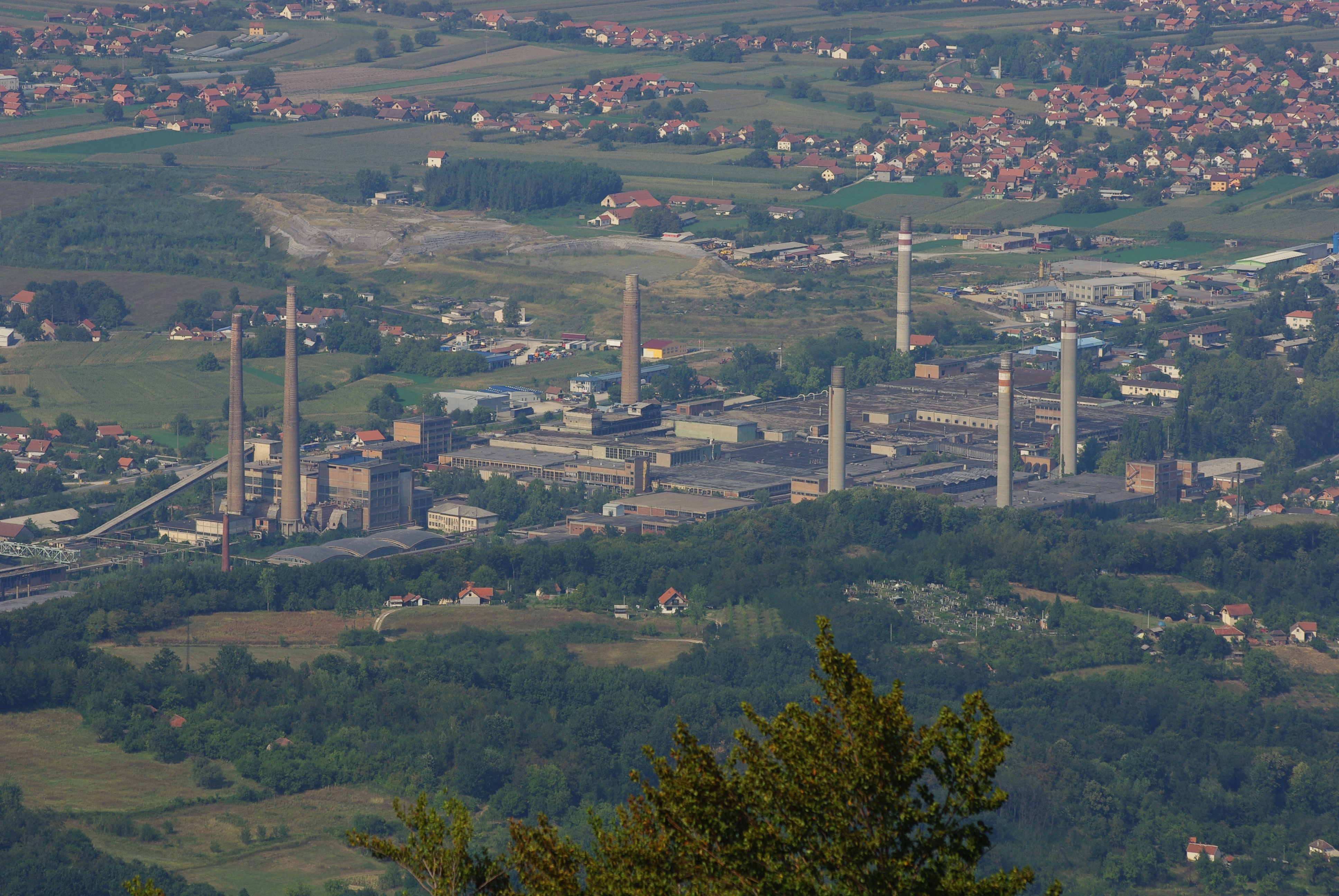
Viskoza fabrique
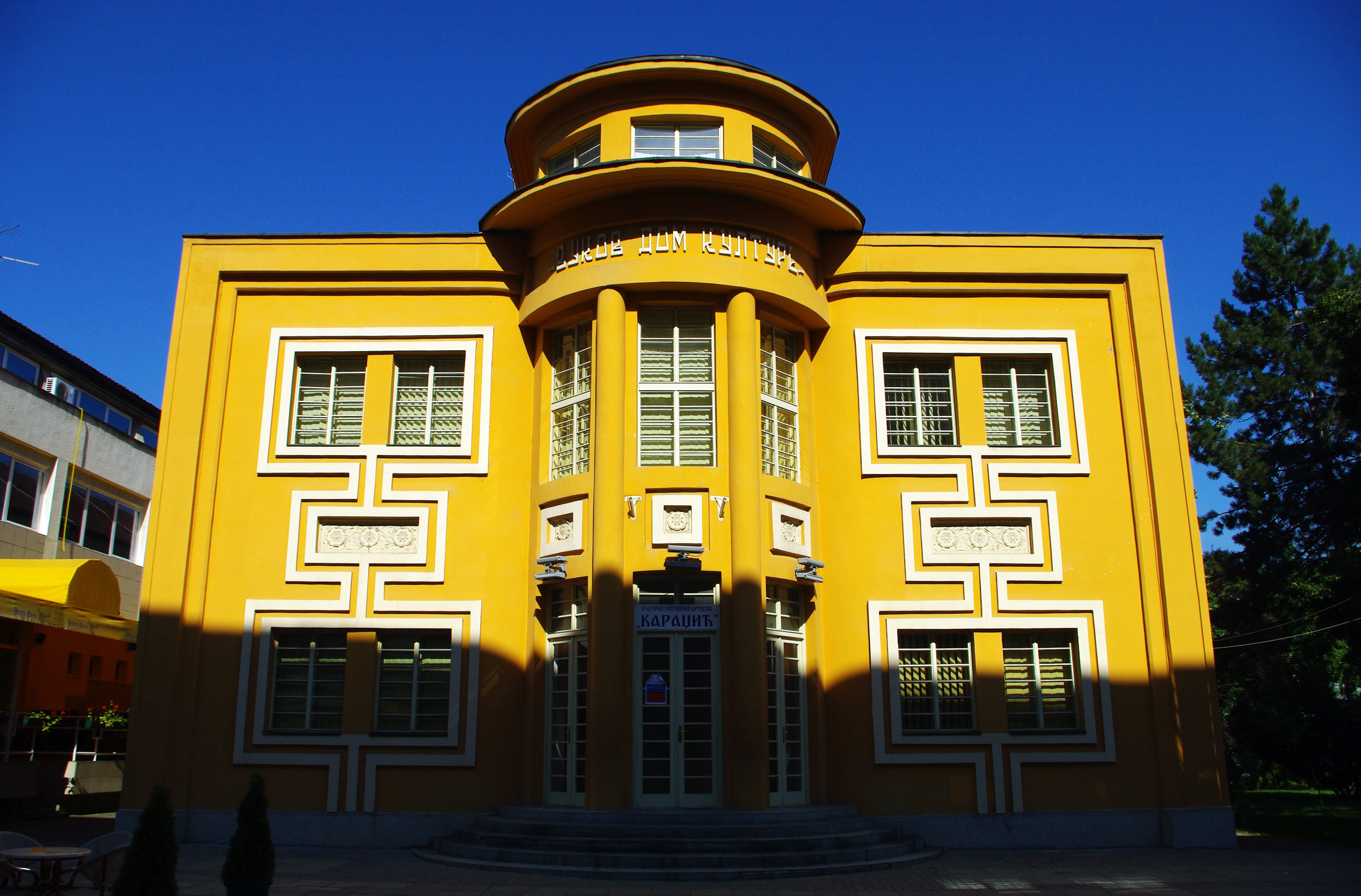
Vukov Dom

## Personnalités

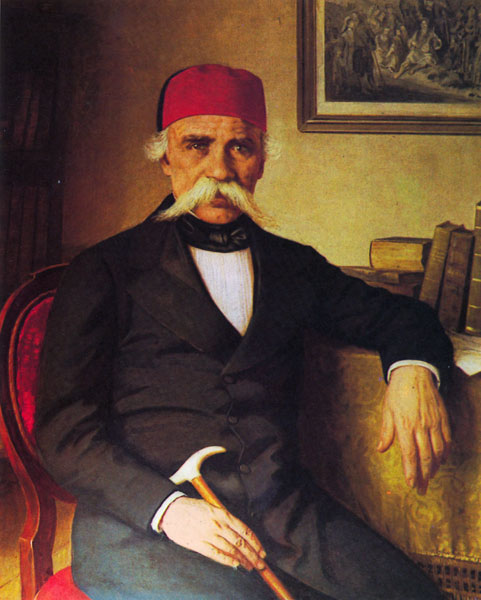
Vuk Stefanović Karadžić

- Vuk Stefanović Karadžić (1787-1864), né à Tršić, dans la municipalité de Loznica ;
- Jovan Cvijić (Јован Цвијић) (1865 -1927), né à Loznica était un géographe serbe, spécialiste de géomorphologie. Il est également connu pour ses travaux d'anthropologie et d'ethnographie. Président de l'Académie royale serbe des Sciences de Belgrade, membre de l'Académie des Sciences de Zagreb, Docteur honoris causa de l'Université Charles de Prague et de l'Université de Paris ;
- Dragutin Đorđević (1866-1933), né à Loznica était un architecte serbe ; représentant de l'académisme et de l'éclectisme, il a contribué à la construction de l'Académie serbe des sciences et des arts.
- Sinan Sakić (1956-2018), né à Loznica était un chanteur populaire.
- Dejan Belic (1974-), footballeur serbe, est né à Loznica.

## Coopération internationale
- Płock (Pologne)